# Museu Nacional da Colômbia
O Museu Nacional de Colômbia é o museu mais antigo da Colômbia. Seu acervo divide-se em quatro coleções: arte, história, arqueologia e etnografía. Sua coleção de arte colombiana, latino-americano e europeu inclui pinturas, desenhos, gravados, esculturas, instalações e artes decorativas desde o período colonial até a atualidade. Seu edifício foi originalmente uma penitenciária, sendo seu arquitecto o dinamarquês Thomas Reed. Em frente ao museu encontra-se a estação subterrânea de TransMilenio que leva sua mesmo nomeie "Museu Nacional".

## História
Fundado por Lei do primeiro Congresso da República em 28 de julho de 1823, o Museu Nacional de Colômbia é o mais antigo dos museus do país e um dos mais antigos de América. Durante quase dois séculos consagrou-se à conservação e divulgação de depoimentos representativos dos valores culturais da Nação.
Abriu suas portas ao público em 4 de julho de 1824, data em que o vice-presidente, general Francisco de Paula Santander o declarou oficialmente criado, sendo seu primeiro director o cientista Mariano Eduardo de Rivero e Ustariz. O Museu Nacional instalou-se inicialmente na Casa Botânica, a qual albergava a coleção de história natural reunida por José Celestino Mutis e cuidavam seus discípulos; com o transcurso do tempo a estas peças somaram-se outras de carácter arqueológico, histórico e artístico.
Ao longo de sua história, o Museu Nacional de Colômbia tem ocupado diversas sedes. Desde sua fundação e até 1842 ocupou a antiga Casa Botânica -hoje desaparecida-; de 1845 a 1913, o edifício das Salas -actual Museu de Arte Colonial-; de 1913 a 1922, o Bilhete Rufino Corvo -hoje desaparecido-; de 1922 a 1944, o edifício Banco Pedro A. López -hoje Ministério de Agricultura e Desenvolvimento Rural-; e de 1948 até a data, as instalações da antiga Penitenciária Central de Cundinamarca, conhecida como “Panóptico”.

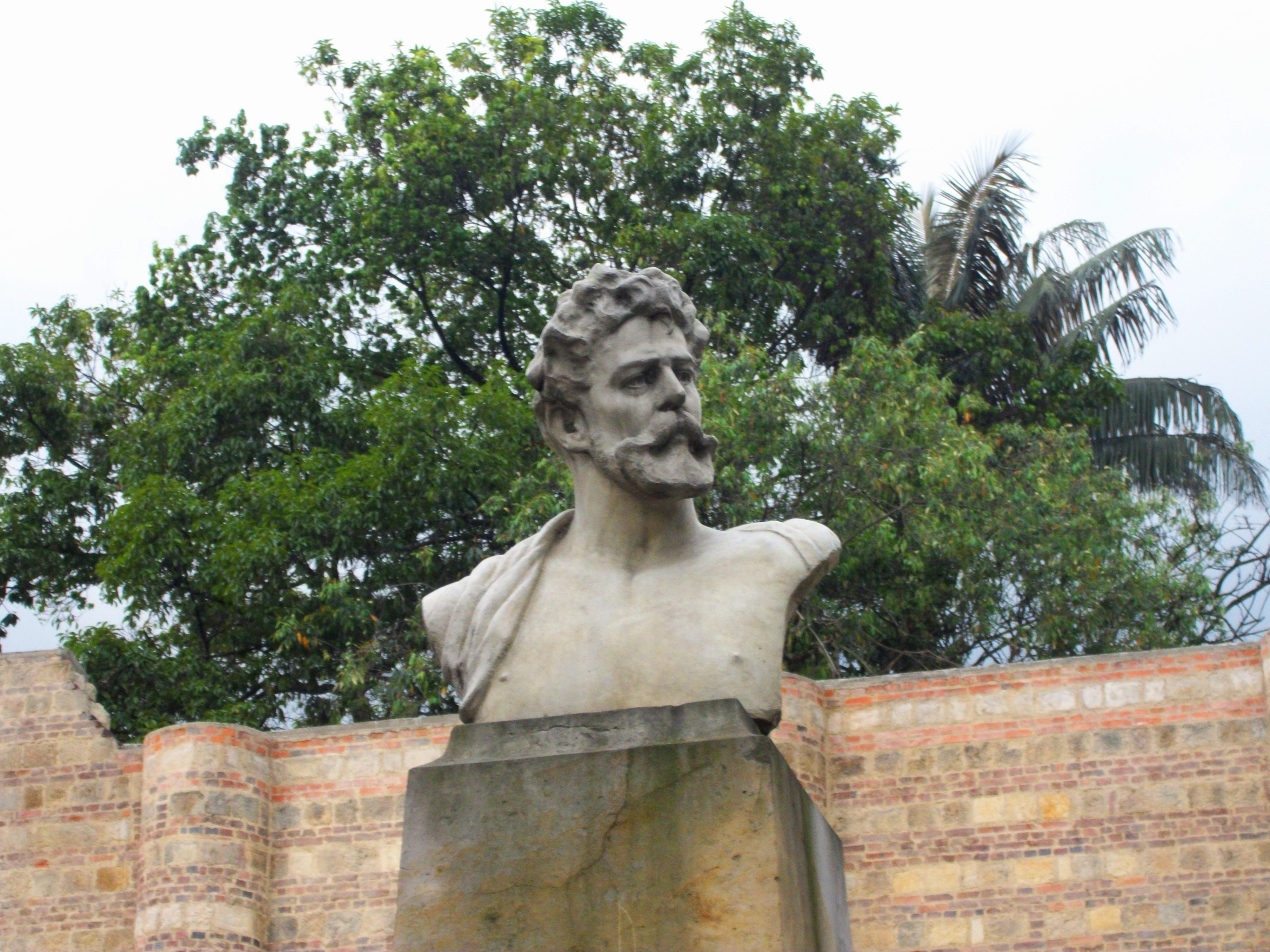
Busto de Epifanio Garay, ao lado do Museu.

A penitenciária, desenhada por Thomas Reed nos anos 1850 e construída a partir de 1 de outubro de 1874, foi a prisão mais importante do país durante quase 72 anos. No entanto, em 1946 os presos foram transladados ao novo cárcere A Picota e o Governo destinou o edifício para albergar o Museu Nacional.
Restaurado e adequado sob a direcção dos arquitectos Manuel de Vengoechea e Hernando Vargas Rubiano, foi inaugurado como sede do Museu Nacional a 2 de maio de 1948. Dado que o edifício reúne valores arquitectónicos, o governo declarou-o Monumento Nacional o 11 de agosto de 1975.

## Coleção
Possui óleos e esculturas de Fernando Botero, Gregorio Vásquez de Arce e Ceballos, Andrés de Santa María, Fídolo González Camargo, Roberto Páramo, Rómulo Rozo, Marco Tobón Mejía, Francisco Antonio Cano, Gustavo Arcila Uribe, José Domingo Rodríguez, Alejandro Obregón, Enrique Grau,
Edgar Negret, Eduardo Ramírez Villamizar, Santiago Martínez Delgado, Ricardo Gómez Campuzano, Roberto Pizano, Guillermo Wiedemann e Álvaro Bairros, entre outros. Conserva a maior coleção iconográfica de Simón Bolívar na América Latina com numerosos óleos, desenhos e gravados elaborados por José María Espinosa e Pedro José Figueroa, entre outros.

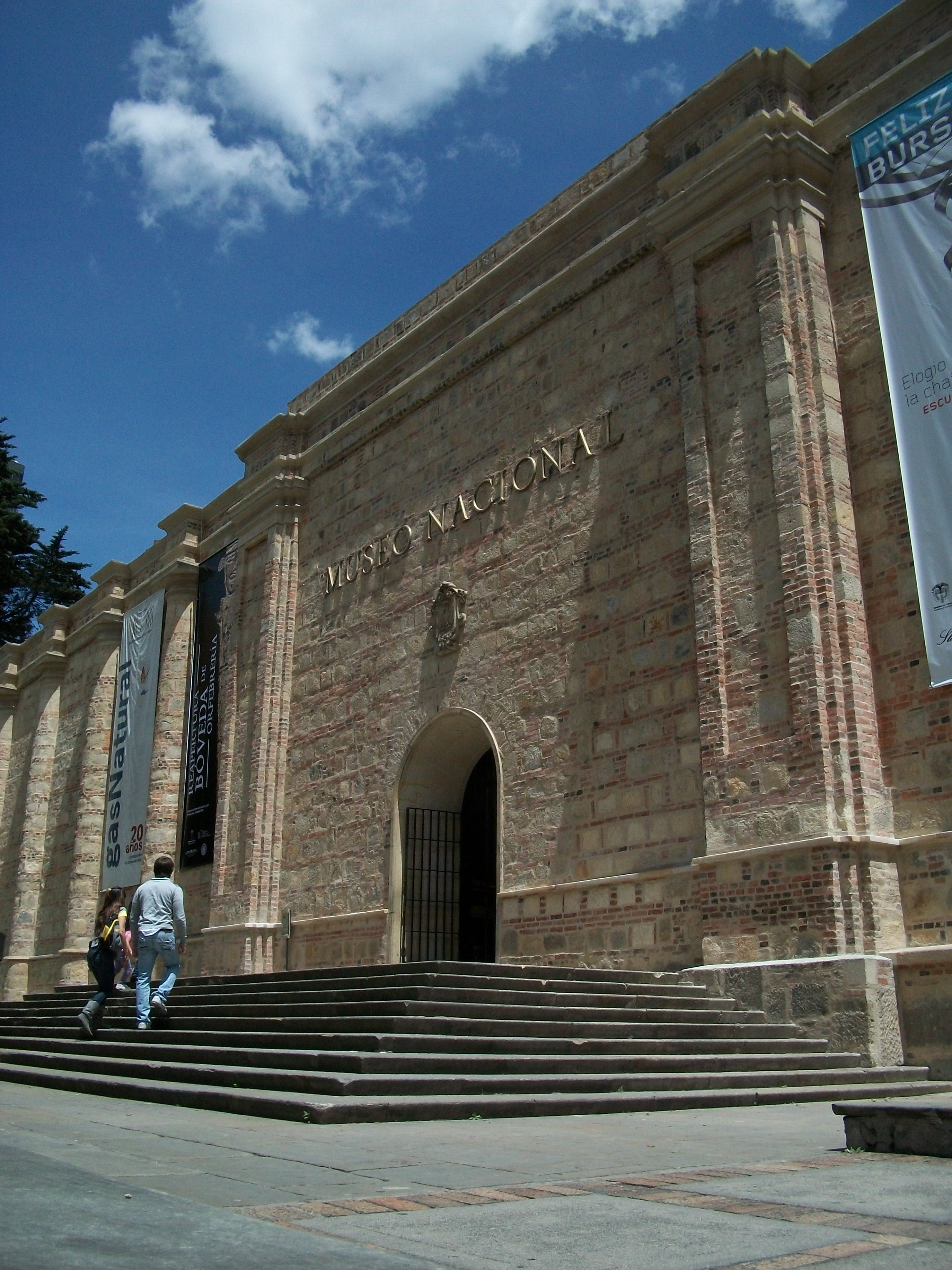
Fachada do Museu em 2010.

Também alberga as esculturas em mármore O silêncio e A poesia, homenagem ao poeta José Assunção Silva de Marco Tobón Mejía, O sermão do monte de Arcila Uribe, premiada no Instituto de Arte de Chicago em 1922, o Golpeador do Paraíso de Rómulo Rozo, premiada em Paris em 1925 e as esculturas Eva e Angústia de José Domingo Rodríguez.
Dentro de sua coleção de arte internacional destacam-se peças como uma ânfora grega, relevos funerários egípcios, alguns quadros flamencos e holandeses, mais de uma centena de peças de arte africana e óleos de artistas latinoamericanos como os venezuelanos Arturo Michelena e Armando Reverón.
Sua colecção etnográfica inclui perto de quatro mil peças procedentes de toda Colômbia e a colecção arqueológica, com perto de dez mil peças de todas as culturas pre-hispánicas do país.
A colecção histórica, inclui numerosas peças procedentes não só de Colômbia, mas de toda América Latina, como o estandarte usado por Francisco Pizarro ao conquistar Peru no começo do século XVI; o manto de uma das esposas do inca Atahualpa; a coroa em ouro, diamantes e pérolas obsequiada a Simón Bolívar em Cuzco e sua testamento manuscrito, entre outros milhares de objetos.